# Tiedexer Straße
Die Tiedexer Straße ist eine Straße der Altstadt von Einbeck in Niedersachsen. Sie ist wegen ihrer gut erhaltenen geschlossenen Zeile von Fachwerkhäusern aus der Mitte des 16. Jahrhunderts eine Anlage von besonderem kulturhistorischem Wert und eine der von Touristen am häufigsten fotografierten Straßen in der historischen Altstadt. 15 der 16 Häuser auf der nördlichen Straßenseite stehen unter Denkmalschutz.

## Mittelalter
Die knapp 200 m lange Tiedexer Straße verbindet die Marktkirche auf der westlichen Seite des Marktplatzes mit dem ehemaligen Tiedexer Tor im Westen der Altstadt. In ihrer Weiterführung vor dem Tor lag das Marienstift und der namensgebende Ort Tiedexen, der im 14. Jahrhundert aufgegeben wurde. Die Tiedexer Straße war Teil eines alten Fernhandelsweges von West nach Ost durch die im 12. Jahrhundert entstehende Marktsiedlung südlich der Bachaue des Krummen Wassers und ist somit eine der ältesten Straßen der Stadt. Vor dem Tor war die Straße entlang der Aue mit bis zu 2 m langen Stämmen befestigt, die dendrochronologisch auf das frühe 13. Jahrhundert datiert wurden. Die Befestigung der Tiedexer Straße innerhalb der Stadt ist nicht bekannt, jedoch ist an anderen Stellen der Altstadt archäologisch eine einfache Schotterung von Straßen im Mittelalter nachgewiesen. Die ursprünglich etwa 20 m breiten, mit je einem Fachwerkhaus locker bebauten Parzellen entlang der Straße waren auf der südlichen Straßenseite etwa 70–75 m lang, auf der nördlichen aufgrund der nahe gelegenen Bachaue nur 30–35 m.
Der Chronist Harland berichtet, dass die Altstadt im August 1486 durch das Krumme Wasser vom Tiedexer Tor aus überschwemmt wurde und insbesondere die Tiedexer Straße mit dem Markt betroffen waren.

## Neuzeit

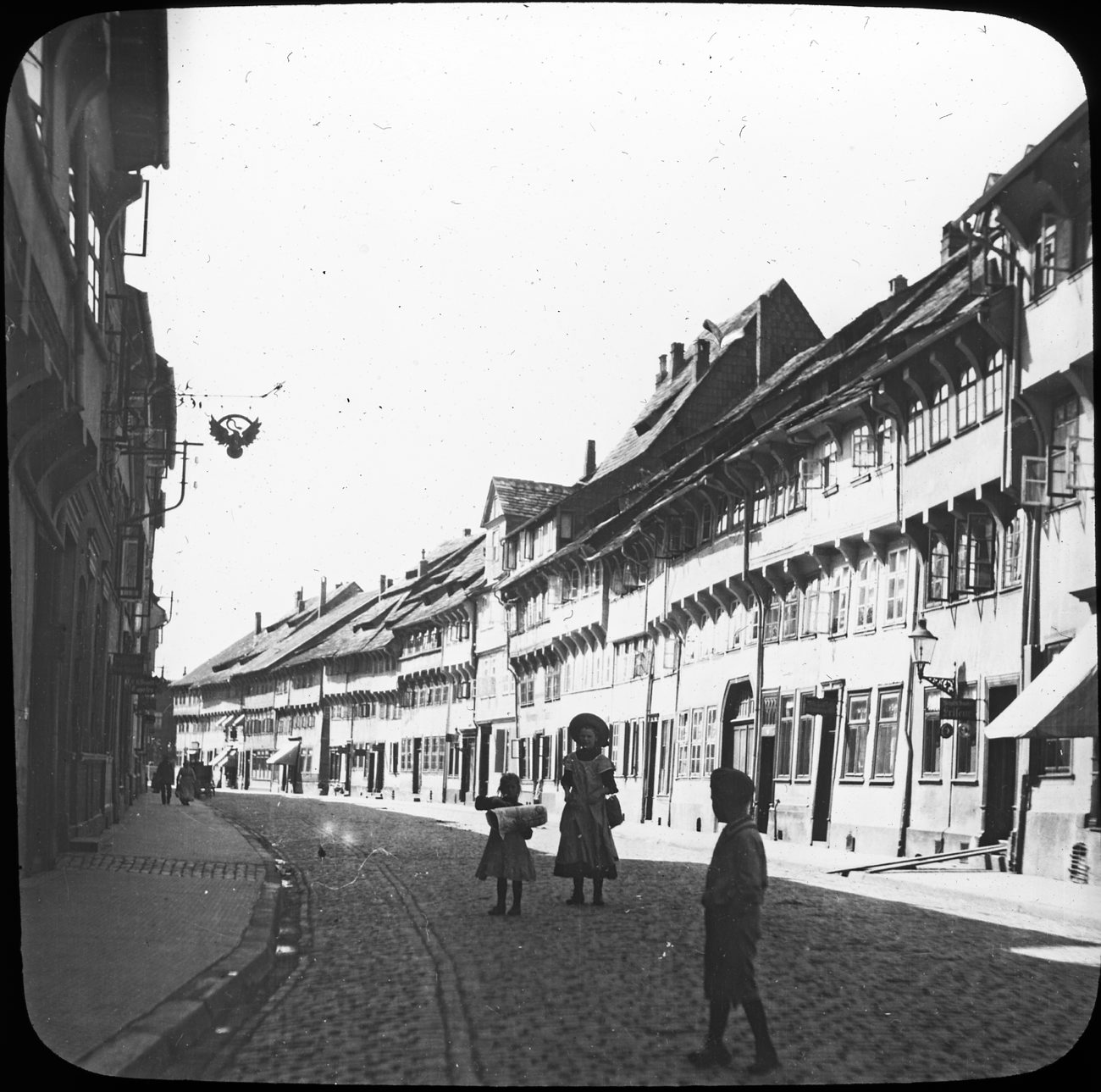
Historischer Blick von der Marktkirche stadtauswärts auf die verputzten Häuser der Nordseite (1909)

Die Häuser der Straße sind zuletzt im Jahr 1540 – wie die gesamte Stadt – abgebrannt. Wenige Jahre später waren sie in spätgotischer Fachwerkbauweise in geschlossener Reihe wieder aufgebaut, wie man aus den geschnitzten Jahreszahlen (1541 bis 1550) über den Torbögen erkennt. Die dreigeschossigen Fachwerkhäuser sind in Ständerbauweise errichtet worden, die Gefache mit Flechtwerk und Lehm verputzt. Das zweite Obergeschoss kragt vor. Die Schwellbalken und Knaggen des Obergeschosses sind mit ornamentalen Zierschnitzereien wie Bügelfries oder Flechtband und Fächerrosetten versehen. Die hohen, ebenfalls mit Zierschnitzereien sowie Inschriften, Hausmarken und Zunftzeichen versehenen Torbögen unterschiedlicher Breite weisen auf brauberechtigte Bürger hin. Durch die Tore wurde die Braupfanne in die Diele gebracht zum turnusgemäßen Hausbrau. Die schmalen Gauben in den steilen Dächern dienten als Lüftungsschlitze der Trocknung von Rohstoffen für das Bierbrauen. Die Dächer unterschiedlicher Höhe sind alle mit der Traufe zur Straße ausgerichtet. Nach einem Ratsbeschluss von 1553 zum Brandschutz durften die Häuser in der Stadt nur noch mit den schweren Solling-Sandsteinplatten gedeckt werden.
Im Laufe der letzten Jahrhunderte wurden wiederholt Umbauten vorgenommen. Ehemals häufig vorhandene Erker im Obergeschoss wurden (wahrscheinlich im 18. Jahrhundert) zurückgebaut. Die großen Tore wurden verschlossen und stattdessen kleinere Türen eingebaut und insbesondere im Erdgeschoss wurden Fenster vergrößert. Im 19. Jahrhundert wurden die Fassaden der Fachwerkhäuser als baulicher Brandschutz komplett verputzt und die Dächer oft mit modernen Ziegeln gedeckt. Bei einigen Häusern der Tiedexer Straße ist der Putz erst in der zweiten Hälfte des 20. Jahrhunderts entfernt worden. Die wieder freigelegten Schnitzereien wurden mehrfarbig angemalt. Heute sind fast alle denkmalgeschützten Häuser der nördlichen Straßenseite modernisiert und denkmalgerecht wiederhergestellt.

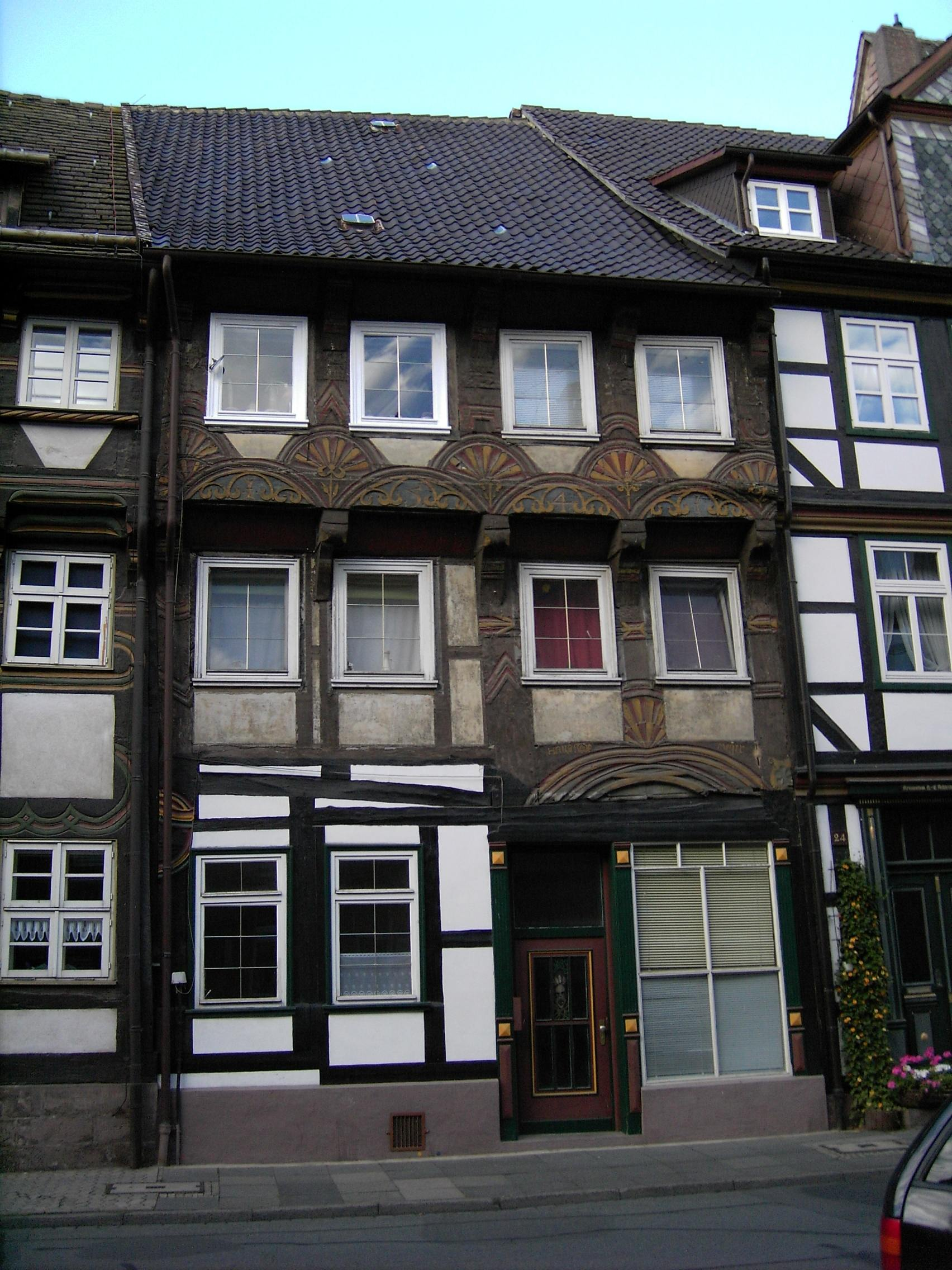
Nr. 26 von 1541 mit modernem Dach, Tür und Fenster
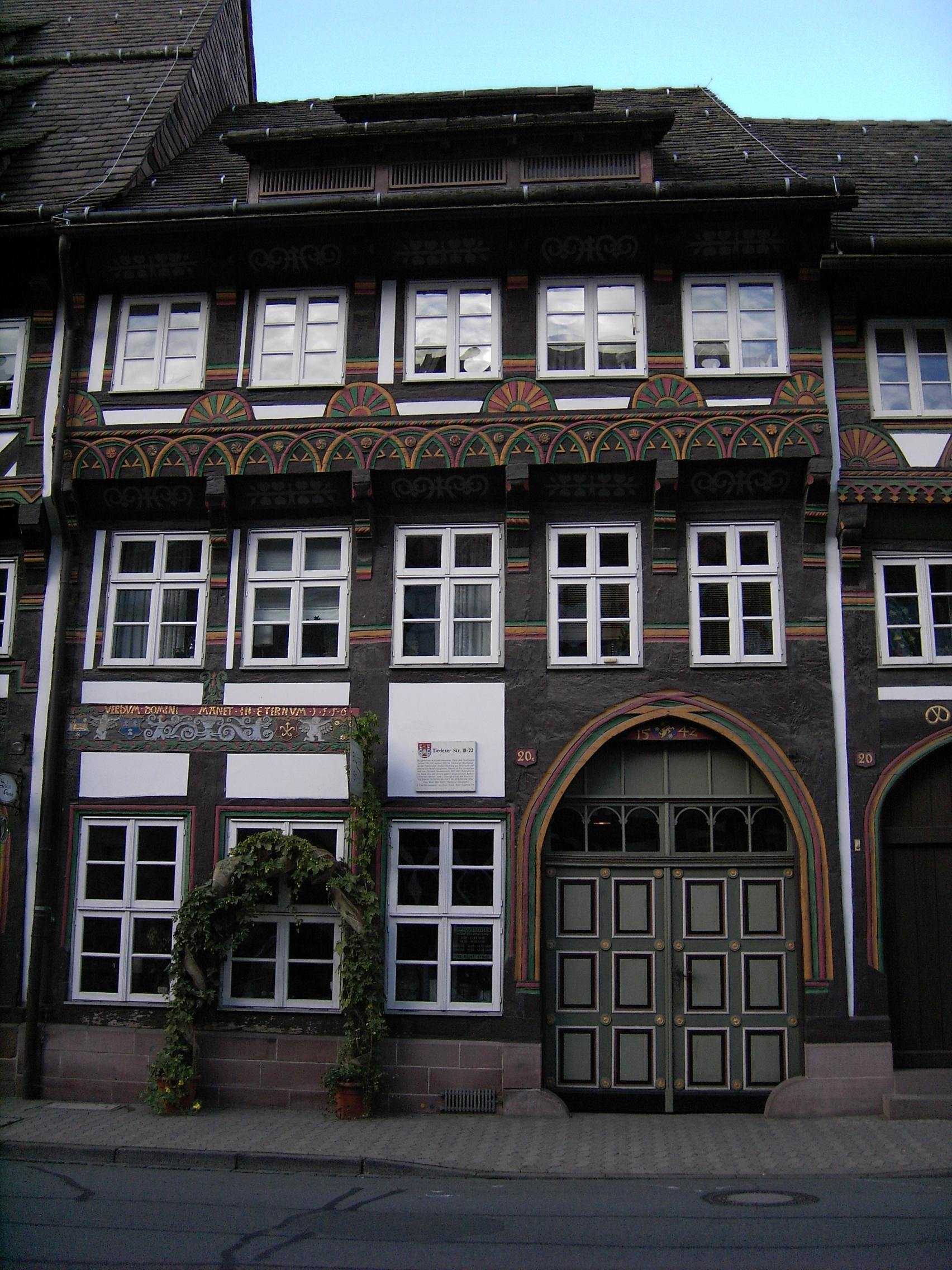
Nr. 20a von 1542 mit Schmuckbalken des einstigen Erkers von 1556
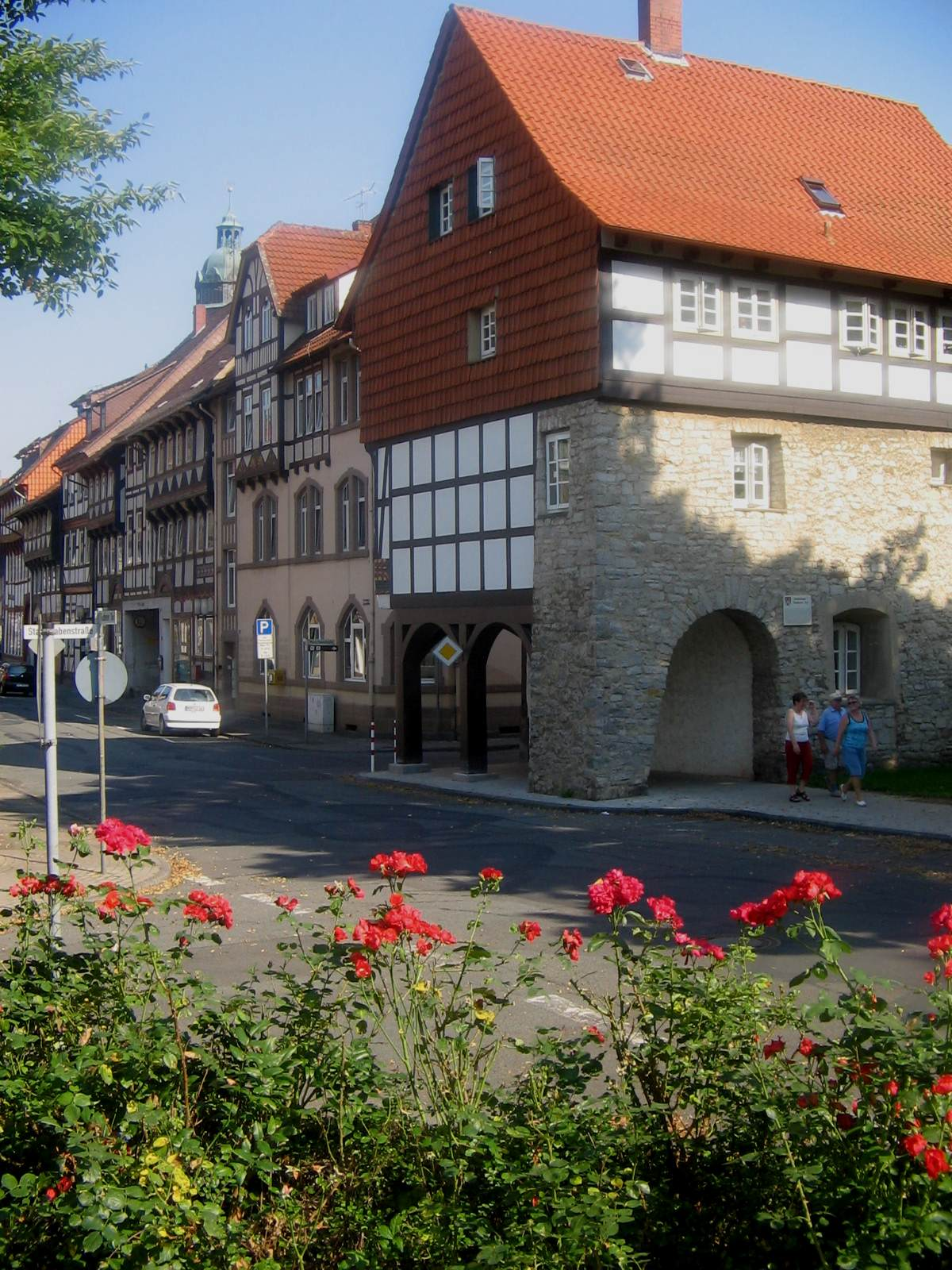
Tiedexer Torhaus mit Durchgang von 1964
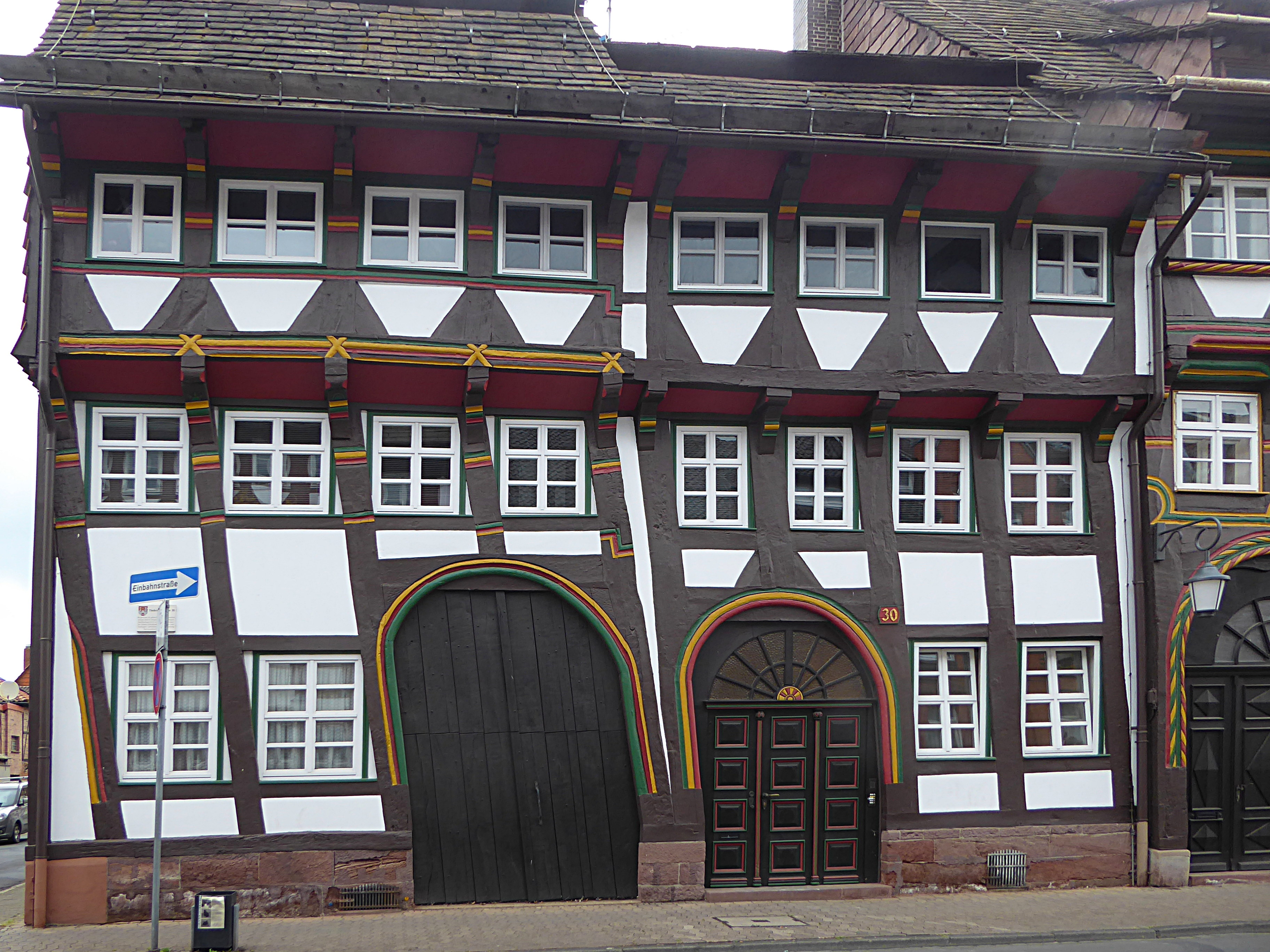
Schiefes Haus, Tiedexer Straße Nr. 30/32